# John Auger
John Auger (c. 1678 - 1718, parfois orthographié Augur ou Augier) est un pirate actif aux Bahamas vers 1718. Il est le pirate le plus connu capturé par Benjamin Hornigold, ancien pirate lui-même devenu chasseur de pirates. 

## Biographie
John Auger est un pirate sans envergure, actif à proximité de Nassau, jusqu'en 1718 lorsqu'il accepte le pardon du roi George offert aux pirates par l'intermédiaire de Woodes Rogers, gouverneur royal des Bahamas. Il cesse alors ses activités de pirate. 
Rogers accorde donc le pardon royal à Auger ("un vieux pirate tranquille et respectable"), lui confie un sloop nommé Mary - détenu par un certain David Soward et équipé pour le commerce - et l'autorise à prendre la mer avec deux autres navires pour un voyage de réapprovisionnement. Peu de temps après, Auger et son équipage rencontrent d'autres navires en mer, dont le pirate Phineas Bunce, lui aussi gracié par le roi. Abandonnant alors leur mission commerciale, ils retournent à la piraterie et pillent les deux navires. Auger et Bunce hésitent à tuer le capitaine de fret James Kerr, le pilote Richard Turnley et d'autres officiers que Rogers avait placés à bord, mais décident finalement de les abandonner. 
Benjamin Hornigold, qui a également été gracié par Rogers et est devenu chasseur de pirates, se met à la poursuite de Charles Vane. Il n'y parvient pas mais capture tout de même le complice de Vane, Nicholas Woodall puis retourne à Nassau. Le gouverneur Rogers l'envoie alors à la poursuite d'Auger et d'autres pirates dans la région. En 1718, le sloop d'Auger est endommagé lors d'une attaque des navires corsaires espagnols de la guarda costa commandés par Turn Joe et doit retourner à New Providence aux Bahamas. C'est à cette occasion que Hornigold capture Auger et son équipage. Le gouverneur Rogers n'avait pas de mandat officiel pour tenir un tribunal maritime et juger les pirates capturés. Il improvise, organise les procès lui-même, renvoyant des dossiers judiciaires détaillés en Angleterre au lieu d'attendre les ordres royaux officiels .

Auger témoigne que Phineas Bunce (qui est décédé des suites de ses blessures avant de pouvoir être jugé) était le cerveau de la mutinerie et qu'Auger lui-même était alcoolisé à ce moment-là, mais ne peut fournir aucune preuve. Un seul homme sera relaxé, le tribunal jugeant qu'il avait été forcé à commettre des actes de piraterie. Tous les autres pirates sont condamnés à "être pendus par le cou jusqu'à ce que vous soyez mort, mort, mort". Le capitaine Charles Johnson décrit la marche d'Auger vers la potence ainsi : 
 ... se sachant coupable des faits qui lui étaient reprochés, il est apparu très pénitent, ni lavé, ni rasé, toujours dans les mêmes vêtements, lorsqu'il a été transporté pour être exécuté; et quand on lui a donné un petit verre de vin sur le rempart, il l'a bu en souhaitant le bon succès des îles Bahamas et du gouverneur. 
 Auger et son équipage auront ainsi été capturés, jugés, condamnés et pendus dans l'année suivant leur retour à la piraterie. 